# دم‌سرخ پیشانی‌آبی
دم‌سرخ پیشانی‌آبی (نام علمی: Phoenicurus frontalis) نام یک گونه از تیره مگس‌گیران است.